# Raul Sampaio
Raul Sampaio Cocco (Cachoeiro de Itapemirim, 6 de julho de 1928 - Cachoeiro de Itapemirim, 26 de janeiro de 2022) ,  , , mais conhecido pelo nome de Raul Sampaio, é um cantor e compositor brasileiro . Compôs a música Meu Pequeno Cachoeiro interpretada pelo cantor Roberto Carlos em homenagem à cidade onde nasceram.

## Biografia
Raul Sampaio Cocco, mais conhecido como Raul Sampaio, nasceu em 6 de julho de 1928 em Cachoeiro de Itapemirim e faleceu em 26 de janeiro de 2022 na mesma cidade. Reconhecido por sua contribuição ao cenário musical brasileiro, Sampaio foi um destacado cantor e compositor.
Sua obra mais notável é a canção "Meu Pequeno Cachoeiro", que foi interpretada por Roberto Carlos. A música não apenas celebrava a cidade natal do artista, mas também ajudou a colocar Cachoeiro de Itapemirim no cenário nacional. A importância da canção foi reconhecida de tal forma que, em 1969, a cidade concedeu a Sampaio o título de Cachoeirense Ausente.
Raul Sampaio também foi responsável por uma série de composições influentes e, ao longo de sua carreira, trabalhou com vários parceiros musicais renomados. Seu legado inclui uma profunda conexão com sua cidade natal e uma contribuição significativa para a música brasileira.
Raul Sampaio estudou em várias instituições de Cachoeiro, incluindo o Liceu Muniz Freire, o Bernardino Monteiro e a Escola Técnica Comercial.
Sua carreira artística começou na emissora ZYL-9, única rádio de Cachoeiro, como solista do conjunto Dois Jacks e uma Dama . Em 1949, após o serviço militar, mudou-se para o Rio de Janeiro, e trabalhou no ramo de instrumentos musicais até 1952 . Naquele ano, integrou o Trio de Ouro ao lado de Herivelto Martins e Lourdinha Bittencourt (esposa de Nelson Gonçalves)  .
Seu primeiro hit foi "Guarda-chuva de Pobre", lançado em 1950. Ele é autor de mais de 200 composições e colaborou com diversos parceiros, incluindo Benil Santos, Herivelto Martins, Rubens Silva, Ivo Santos, René Bittencourt, Marino Pinto, Carlos Nobre, Chico Anísio e Haroldo Lobo.
Embora cante suas próprias canções, Raul Sampaio também escreveu e compôs músicas para diversos artistas, incluindo Três Marias, Trio de Ouro, Gilberto Milfont, Alcides Gerardi, Francisco Carlos, Carlos Galhardo, Orlando Silva, Anísio Silva, Nelson Gonçalves, Miltinho e Carlos José. .
Raul Sampaio residia em Marataízes, no sul do Espírito Santo, a pouco mais de 40 km de Cachoeiro. Lá, ele participa do grupo Catedral do Samba, onde é acompanhado por muitos outros amantes da música.

## Reconhecimento
Pelas músicas "Rio Quatrocentão" e "Rio Eterna Capital", gravadas em 1964 e coescritas com Benil Santos, ele recebeu o título de Cidadão do Estado da Guanabara.
Em 1969, foi homenageado com o título de Cachoeirense Ausente devido à música "Meu Pequeno Cachoeiro", que ganhou notoriedade ao ser regravada por Roberto Carlos. Esta canção contribuiu significativamente para a fama da cidade de Cachoeiro tanto no Brasil quanto internacionalmente. Pelo decreto municipal nº 1.072, de 28 de julho de 1966, "Meu Pequeno Cachoeiro" foi oficializada como o hino da cidade.

## Discografia

### Compacto
- O que será de mim/Quem será? (1961)
- Quem eu quero não me querer/Mal de amor (1961)
- Vai-se um amor e vem outro/Estou perdido de amor (1962)
- Briguei com meu amor/Covardia (1962)
- Palavra de carinho/O que fazer da minha vida? (1963)
- O tempo te dirá/Minha saudade (1963)

### Gravações
- 1961 - Raul Sampaio
- 1962 - Raul Sampaio (segundo álbum)
- 1963 - Raul Sampaio
- 1965 - Quando a mulher vai embora
- 1972 - Quem viver verá
- 2001 - Raul Sampaio 50 anos depois
- 2004 - Cidades

## Videografia
- Cachoeiro em Três Toneladas